# 토현중학교
토현중학교(兎峴中學校)는 대한민국 부산광역시 연제구 연산동에 있는 공립 중학교이다.

## 학교 연혁
- 1987년 1월 16일 : 토현중학교 설립인가 (24학급)
- 1987년 3월 1일 : 초대 박찬웅 교장 취임
- 1987년 3월 5일 : 개교 및 입학식 (신입생 8학급 463명 입학)
- 1990년 2월 14일 : 제1회 졸업식(8학급 463명)
- 2001년 3월 1일 : 남녀공학 26학급 인가
- 2011년 11월 23일 : 부산시교육청 학교문화선도학교 운영 발표
- 2013년 7월 5일 : 다목적강당 신축 및 급식실 현대화 사업 추진
- 2015년 12월 14일 : 다목적강당 신축 및 급식실 현대화 사업 준공
- 2016년 6월 9일 : 하랑관 개관식
- 2021년 12월 10일 : 학생자치실 구축
- 2022년 8월 25일 : 둘레길 및 학생 휴게공간 조성
- 2025년 1월 8일 : 제36회 졸업식(4학급 99명) 누계 11,104명
- 2025년 3월 1일 : 제21대 오장연 교장 취임
- 2025년 3월 4일 : 제39회 입학식 (5학급 110명)

## 참고 자료
- 토현중학교 - 한국교육학술정보원 학교알리미